# Magnum Rafael Farias Tavares
Magnum Rafael Farias Tavares (Belem, 24 maart 1982) is een Braziliaans voetballer.